# Chotěšov (district de Litoměřice)
Pour les articles homonymes, voir Chotěšov.
Chotěšov (en allemand : Chotieschau) est une commune du district de Litoměřice, dans la région d'Ústí nad Labem, en Tchéquie. Sa population s'élevait à 497 habitants en 2021.

## Géographie
Chotěšov se trouve à 12 km au sud-est de Litoměřice, à 25 km au sud d'Ústí nad Labem et à 48 km au nord-ouest de Prague.

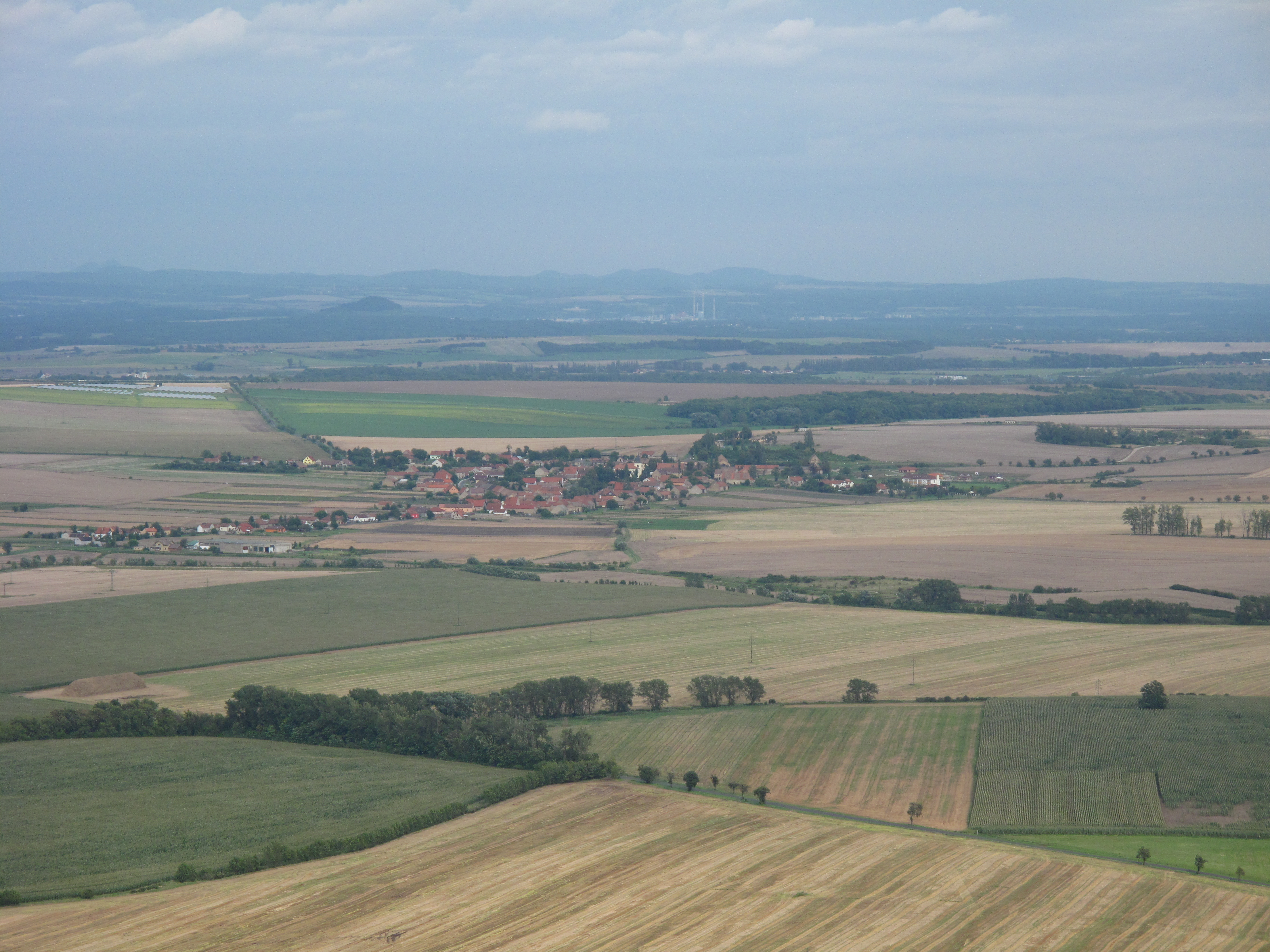
Vue aérienne.

La commune est limitée par Vrbičany au nord, par Rochov et Brozany nad Ohří à l'est, par Budyně nad Ohří au sud-est, par Žabovřesky nad Ohří et Radovesice au sud, et par Slatina et Černiv à l'ouest.

## Histoire
La première mention écrite de Chotěšov remonte à 1057.

## Transports
Par la route, Chotěšov se trouve  à 15 km de Litoměřice, à 31 km d'Ústí nad Labem et à 60 km de Prague.